# Ферт (Небраска)
Ферт (англ. Firth) — селище (англ. village) в США, в окрузі Ланкастер штату Небраска. Населення — 649 осіб (2020).

## Географія
Ферт розташований за координатами 40°32′4″ пн. ш. 96°36′20″ зх. д. / 40.53444° пн. ш. 96.60556° зх. д. (40.534366, -96.605611).  За даними Бюро перепису населення США в 2010 році селище мало площу 0,73 км², з яких 0,73 км² — суходіл та 0,00 км² — водойми.

## Демографія
Згідно з переписом 2010 року, у селищі мешкало 590 осіб у 204 домогосподарствах у складі 147 родин. Густота населення становила 807 осіб/км².  Було 218 помешкань (298/км²).
Расовий склад населення:
| - 89,8 % — білих - 1,2 % — корінних американців - 0,7 % — азіатів - 0,2 % — чорних або афроамериканців - 6,8 % — осіб інших рас |

До двох чи більше рас належало 1,4 %. Частка іспаномовних становила 9,0 % від усіх жителів.
За віковим діапазоном населення розподілялося таким чином: 32,2 % — особи молодші 18 років, 49,5 % — особи у віці 18—64 років, 18,3 % — особи у віці 65 років та старші. Медіана віку мешканця становила 34,2 року. На 100 осіб жіночої статі у селищі припадало 105,6 чоловіків;  на 100 жінок у віці від 18 років та старших — 98,0 чоловіків також старших 18 років.
Середній дохід на одне домашнє господарство  становив 60 871 долар США (медіана — 49 792), а середній дохід на одну сім'ю — 69 055 доларів (медіана — 67 750). Медіана доходів становила 41 042 долари для чоловіків та 26 875 доларів для жінок. За межею бідності перебувало 14,5 % осіб, у тому числі 25,7 % дітей у віці до 18 років та 8,1 % осіб у віці 65 років та старших.
Цивільне працевлаштоване населення становило 261 осіб. Основні галузі зайнятості: освіта, охорона здоров'я та соціальна допомога — 24,5 %, виробництво — 11,9 %, сільське господарство, лісництво, риболовля — 11,9 %.